# Mittelfrankenhütte
Die Mittelfrankenhütte ist eine Schutzhütte der Sektion Mittelfranken des Deutschen Alpenvereins (DAV). Sie liegt auf der Fränkischen Alb in Deutschland. Es handelt sich um eine Selbstversorgerhütte ohne Bewirtschaftung.

## Geschichte
Die Sektion Mittelfranken wurde 1902 in Nürnberg als Sektion Mittelfranken des Deutschen und Österreichischen Alpenvereins gegründet. Die Mittelfrankenhütte wurde 1967 von der Sektion als ehemaliges Bahnhofsgebäude gepachtet. Die Hütte wurde gut angenommen, aus diesem Grund erwarb man sie und baute sie nach Art einer Alpenvereinshütte um. Am 12. Mai 1974 konnte man sie feierlich einweihen. Die Sektion unterhält insgesamt zwei Selbstversorger-Hütten in der „fränkischen Schweiz“.

## Lage
Die Mittelfrankenhütte liegt auf einer Höhe von 320 m ü. NHN in der Fränkischen Schweiz, bei Gasseldorf, einem Ortsteil von Ebermannstadt.

## Zustieg
- Es existiert ein Parkplatz vor der Hütte.[3]

## Nachbarhütten
- Haus Egerland der Sektion Eger und Egerland[4]

## Tourenmöglichkeiten
- Franz-Josefs Neideck-Westrunde, von Haag über die Neideck nach Ebermannstadt, 16,7 km, Gehzeit 5,25 Std.
- Von Gasseldorf über den Druidenstein und die Binghöhle zum Hummerstein, 13,5 km, Gehzeit 4,25 Std.
- Ebermannstadt-Trail 50pro, part of FS*TRailissimo, 33,4 km, Dauer 6,25 Std.
- Trail.Route.66 Das Fränkische Biest: Dieser FS*TRailissimo Ultra umspannt die gesamte Trail-Region zwischen Ebermannstadt und Gößweinstein mit Wiesenttal und dem Wiesenttal-Trail im Zentrum. Mittels weniger, kurzer Verbindungsstücke kann dieser Ultramarathon in verschiedene „Normal“-Runden aufgeteilt werden: vom Mini-Trail mit 6 km über Streckenlängen von 16 bis 42 km.[5]

## Klettermöglichkeiten
- Vergessene Wände, Höhe 15 m. Die Kletteranlage verfügt über 4 Routen, bis zum 6.+ Schwierigkeitsgrad.[6]

## Karten
- Fritsch Karten:
  - Nr. 65, Naturpark Fränkische Schweiz. ISBN 3-86116-065-X
  - Nr. 53, Blatt Süd, Veldensteiner Forst, Hersbrucker Alb. ISBN 3-86116-053-6
  - Nr. 72, Hersbrucker Alb in der Frankenalb, Pegnitz- und Hirschbachtal. ISBN 3-86116-072-2.